# کراوچ ۱۸۹۷۳
سیارک ۱۸۹۷۳ (به انگلیسی: 18973 Crouch، نامگذاری:2000QJ193) هجده هزار و نهصد و هفتاد و سومین سیارک کشف شده‌است که در ۲۹ اوت ۲۰۰۰ کشف شد.
قدر مطلق سیارک برابر ۱۲.۹ است.